# Thomas Brooke Benjamin
Thomas Brooke Benjamin, FRS (15 de abril de 1929 — 16 de agosto de 1995) foi um físico matemático e matemático inglês.
É conhecido por seu trabalho em análise matemática e mecânica dos fluidos, especialmente em aplicações de equações diferenciais não-lineares. Benjamin obteve o doutorado no King's College (Cambridge) em 1955.
De 1979 até sua morte em 1995 ocupou a Cátedra Sedley de Filosofia Natural do Instituto de Matemática, sendo também membro do Queen’s College, ambos da Universidade de Oxford.